# Jonas Sulzbach
Jonas Fernando Sulzbach (Lajeado, 7 de fevereiro de 1986) é um modelo brasileiro, que ficou conhecido por vencer a sexta edição do concurso Mister Brasil e pela sua participação na décima segunda edição do reality show Big Brother Brasil, em 2012 onde foi o terceiro colocado.

## Biografia
Nascido em Lajeado, Jonas iniciou a carreira de modelo graças às insistências de sua mãe. Em 2004, aos 17 anos, mudou-se para São Paulo, para dar continuidade à carreira, período esse em que também trabalhou como barman. Depois de alguns anos morando em São Paulo, a carreira do jovem modelo descendente de alemães começou a deslanchar e a ter sucesso.
O modelo abandonou a academia para se dedicar aos treinos do grupo de treinamento, "Mahamudra Brasil".

## Carreira
Fez campanhas para a Pioneer, Chevrolet, Vuarnet, Riachuello, Scala e também já foi capa das revistas Men's Health e Runner's, além de ser, desde 2008, garoto propaganda da Lupo.
Ainda em 2008, Jonas fez um ensaio sensual para o site The Boy.
Mister Brasil 2010
No dia 4 de março de 2010, Jonas foi consagrado como vencedor do concurso Mister Brasil 2010, realizado no Hotel Tivoli Mofarrej, em São Paulo. Ele representou a Ilha dos Lobos, única ilha oceânica do estado do Rio Grande do Sul.
Como o próprio Jonas revelou após o concurso, sua entrada no mundo dos concursos de beleza aconteceu por acaso, uma vez que foi convidado a participar do Mister Brasil 30 dias antes da final do concurso.
Mister Mundo 2010
Como vencedor da etapa nacional, o modelo gaúcho ganhou o direito de representar o Brasil no concurso Mister Mundo 2010, que ocorreu na cidade de Incheon, na Coreia do Sul.
Durante as competições preliminares, Jonas venceu a competição de "Mr World Top Model", o que lhe garantiu vaga nas semifinais do concurso.
No dia 27 de março, Jonas terminou a competição entre os semifinalistas do concurso, que teve como vencedor o irlandês Kamal Ibrahim.
Big Brother Brasil
No dia 4 de janeiro de 2012, Jonas foi anunciado como um dos dezesseis participantes da décima segunda edição do reality show Big Brother Brasil, da Rede Globo, que estreou no dia 10 de janeiro. Ficou em terceiro lugar, levando o prêmio de 50 mil reais e um carro que ganhou durante o programa.
Em 2020, os internautas perceberam várias coincidências entre o modelo e sua namorada, Mari Gonzalez, que participou da vigésima temporada do Big Brother Brasil. Ambos foram eliminados com a mesma porcentagem, e enfrentaram 3 paredões cada um. Além disso, ambos entraram na casa com 25 anos e completaram mais um ano de vida dentro do programa. Na saída deles, também passava a novela Fina Estampa.
Louco Por Elas
Após a saída do reality show, gravou uma participação no último episódio da primeira temporada da série Louco por Elas, também na TV Globo.
No episódio em que Jonas participou, ele é Charmosão, o modelo e Mister Brasil 2010 contracenou com Deborah Secco. As gravações aconteceram na Praia da Macumba, no Rio de Janeiro.

## Vida pessoal
Em maio de 2015, nasceu o primeiro filho do modelo, João Lucas, fruto de um relacionamento rápido com a modelo Natalia Vieira.
Em novembro de 2015, assumiu namoro com a apresentadora e influenciadora Mari Gonzalez., o casal anunciou separação em outubro de 2023.

## Controvérsias
Dias após sua entrada no BBB12, vazou na internet um vídeo de pouco mais de 1 minuto do modelo se exibindo em nu frontal na webcam. O vídeo, bastante popular na internet, mostra Jonas se exibindo, e mostrando seu órgão genital sob uma fita métrica. Como a fita aponta que, bem acima da média, o tamanho do órgão do modelo é de 22 centímetros, muitos brincam na internet chamando-o pela alcunha "22", referindo-se a envergadura de seu falo. Quando saiu do programa, Jonas tomou conhecimento do caso e disse que o vídeo havia sido gravado há mais de 2 anos e que ele não sabia que tinha sido gravado.
Em 16 de abril de 2014, foi divulgado pelo jornal carioca O Dia, fotos do modelo em nu frontal junto com uma mulher e um homem em um quarto de um cruzeiro de música eletrônica. Especula-se que tenha acontecido sexo grupal, porém, Jonas desmentiu.

## Filmografia

### Televisão
| Ano  | Título             | Papel                   | Notas                     | Ref    |
| ---- | ------------------ | ----------------------- | ------------------------- | ------ |
| 2007 | Tudo É Possível    | Ricardão                | Quadro: Jogo da Afinidade |        |
| 2012 | Big Brother Brasil | Participante (3º lugar) | Temporada 12              |        |
| 2012 | Louco por Elas     | Charmosão               | Participação especial     | [ 21 ] |